# Maj, Sundsvalls kommun

Maj, by i Sundsvalls kommun belägen i södra delen av Njurunda socken.

## Historik
Från åtminstone år 1543 fanns det tre bondgårdar i byn. Den gamla kustlandsvägen Norrstigen gick igenom byn och det fanns ett gästgiveri. Samlingslokalen Majskansen som ligger vid Majån var tidigare en kvarn.